# Mine de Phu Kham
La mine de Phu Kham est une mine à ciel ouvert de cuivre située au Laos, la province de Xaisomboun. C'est une des plus grandes mines du pays, avec des réserves estimées à 450 millions de tonnes de minerai de cuivre à 0,54 %, 98 tonnes d'or et 856 tonnes d'argent. Elle est exploitée par la compagnie australienne PanAust.